# Wolanów (gmina)
Wolanów – gmina wiejska w województwie mazowieckim, w powiecie radomskim. W latach 1975–1998 gmina położona była w województwie radomskim.
Siedziba gminy to Wolanów.
Według danych z 30 czerwca 2004 gminę zamieszkiwało 8206 osób. Natomiast według danych z 31 grudnia 2019 roku gminę zamieszkiwało 8906 osób.
Za Królestwa Polskiego gmina należała do powiatu radomskiego w guberni radomskiej. 13 stycznia 1870 do gminy przyłączono pozbawiony praw miejskich Wolanów.

## Struktura powierzchni
Według danych z roku 2002 gmina Wolanów ma obszar 82,85 km², w tym:
- użytki rolne: 87%
- użytki leśne: 5%

Gmina stanowi 5,42% powierzchni powiatu.

## Historia
Gminę zbiorową Wolanów utworzono 13 stycznia 1867 w związku z reformą administracyjną Królestwa Polskiego. Gmina weszła w skład nowego powiatu radomskiego w guberni radomskiej i liczyła 2836 mieszkańców.

## Demografia
Dane o gęstości zaludnienia z 30 czerwca 2004 i dane o strukturze płci z 31 grudnia 2014:

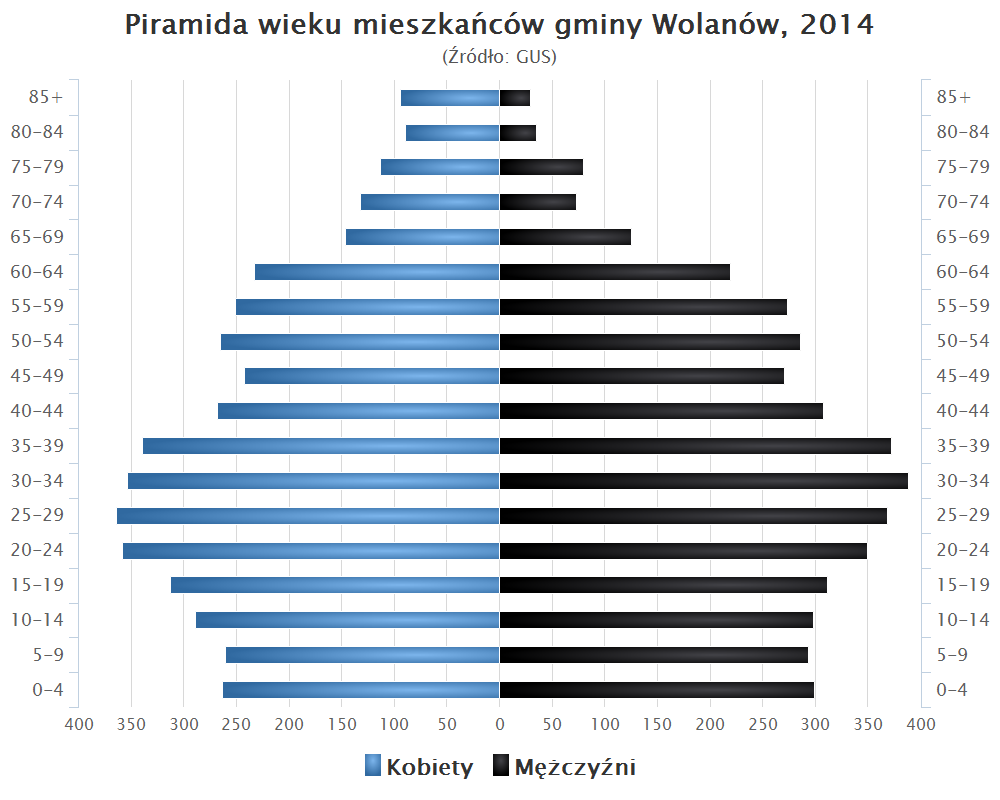
Piramida wieku mieszkańców gminy Wolanów w 2014 roku

| Opis                              | Ogółem | Ogółem | Kobiety | Kobiety | Mężczyźni | Mężczyźni |
| --------------------------------- | ------ | ------ | ------- | ------- | --------- | --------- |
| jednostka                         | osób   | %      | osób    | %       | osób      | %         |
| populacja                         | 8755   | 100    | 4373    | 49,9    | 4382      | 50,1      |
| gęstość zaludnienia (mieszk./km²) | 99     | 99     | 49,1    | 49,1    | 50        | 50        |

## Sołectwa
Bieniędzice (+Michałów), Chruślice, Franciszków (+Gawronie), Garno, Jarosławice, Kacprowice (+Wola Wacławowska), Kolonia Wolanów, Kolonia Wawrzyszów, Kowala-Duszocina, Kowalanka, Młodocin Większy, Mniszek, Podlesie (+Podkończyce), Rogowa, Sławno, Strzałków (+Sabat), Ślepowron, Wacławów, Waliny, Wawrzyszów, Wolanów, Wymysłów, Zabłocie.

## Sąsiednie gminy
Kowala, Orońsko, Przytyk, Radom, Szydłowiec, Wieniawa, Zakrzew